# Beta Draconis
Beta Draconis (β Dra) – gwiazda w gwiazdozbiorze Smoka, znajdująca się w odległości około 380 lat świetlnych od Słońca.

## Nazwa
Tradycyjna nazwa gwiazdy, Rastaban, wywodzi się z arabskiego wyrażenia ‏رأس الثعبان‎ raʾs aṯ-ṯuʿbān oznaczającego „głowę węża” (Smoka), które dawniej odnosiło się do gwiazdy Eltanin (γ Dra). Jeszcze dawniej dla Arabów gwiazda ta była jedną z pięciu „matek wielbłądzic” (‏العوائذ‎ ’al-‘Awā’idh), wraz z γ, μ, ν i ξ Dra, co stało się źródłem jej innej współczesnej nazwy – Alwaid. Międzynarodowa Unia Astronomiczna w 2016 roku formalnie zatwierdziła użycie nazwy Rastaban dla określenia tej gwiazdy.

## Charakterystyka
Jest to żółty nadolbrzym lub jasny olbrzym, należy do typu widmowego G. Ze względu na to, że jest to krótki etap ewolucji gwiazdy, niewiele takich gwiazd świeci na ziemskim niebie. Ma masę 5 M☉, ale promień 40 R☉, w związku z czym świeci z jasnością 950 L☉. Jeszcze pół miliona lat temu Rastaban był błękitną gwiazdą ciągu głównego typu widmowego B; w bliskiej przyszłości rozpocznie syntezę helu w jądrze, zamieniając się w czerwonego nadolbrzyma, po czym odrzuci zewnętrzne warstwy, pozostawiając w centrum białego karła o dużej masie. Szczególną cechą tej gwiazdy jest brak zmienności, pomimo że na diagramie H–R znajduje się w obszarze zmiennych typu δ Cephei.
Jest to gwiazda podwójna, w odległości 450 au od olbrzyma krąży karzeł o mniejszej masie; gwiazdy okrążają się co 4000 lat.